# Altersbericht
Die Altersberichte, ehemals Altenberichte, eigentlich Berichte zur Lage der älteren Generation in der Bundesrepublik Deutschland, sind Berichte der Bundesregierung, die auf Anfrage des Deutschen Bundestags vorgelegt werden. Seit 1993 wird in jeder Legislaturperiode ein Altersbericht erarbeitet und veröffentlicht. Ziel ist die kontinuierliche Unterstützung altenpolitischer Entscheidungsprozesse.
Die Altersberichte dienen als wichtige Quelle für die öffentliche Diskussion zur Politikgestaltung rund um das Thema Alter und haben Anteil an der Erweiterung und der Verbreitung des Wissens über Alterungsprozesse und die Lebenssituation älterer Menschen. Die Erarbeitung der Berichte erfolgt durch Sachverständigenkommissionen aus unabhängigen Experten. Jede Sachverständigenkommission erstellt in rund zweijähriger Arbeit ihr Gutachten. Die Bundesregierung fügt dem Sachverständigenbericht ihre Stellungnahme bei und legt anschließend beide Teile gemeinsam als „Altersbericht“ dem Parlament und der Öffentlichkeit vor.

## Altenberichte

### Erster Altenbericht
Der Erste Altenbericht mit dem Titel Die Lebenssituation älterer Menschen in Deutschland erschien 1993 als Drucksache 12/5897 des Deutschen Bundestages. Er wurde im Februar 1989 durch Ursula Lehr, die damalige Bundesministerin für Jugend, Familie, Frauen und Gesundheit, angeregt und sollte die Lebenssituation älterer Menschen umfassend analysieren. Die beleuchteten Teilbereiche reichen unter anderem von gesellschaftlichen Altersbildern über die Situation Älterer auf dem Arbeitsmarkt und beim Übergang in den Ruhestand, altersbedingte physiologische und psychische Veränderungen, die Situation der gesundheitlichen Versorgung und die Frage der Pflegebedürftigkeit bis hin zu Aspekten der Altenarbeit und Altenhilfe oder die Veränderungen im sozialen Netzwerk älterer Menschen.

### Zweiter Altenbericht
Der Zweite Altenbericht erschien 1998 als Drucksache 13/9750 des Deutschen Bundestages und trug den Titel Wohnen im Alter. Der Bericht benennt Qualitätsanforderungen an vorhandene und neu zu bauende „Wohnwelten“ des allgemeinen Wohnungsbestandes sowie an spezifische Wohnformen bei speziellem Unterstützungsbedarf im Alter.

### Dritter Altenbericht
Der Dritte Altenbericht aus dem Jahr 2000 trägt den Titel Alter und Gesellschaft und erschien als Drucksache 14/5130 des Deutschen Bundestages. In ihm zog die Sachverständigenkommission eine Bilanz der allgemeinen Lebenssituation Älterer sowie deren Entwicklung innerhalb der ersten zehn Jahre nach Vollendung der deutschen Einheit und entfaltete Zukunftsperspektiven und Handlungsempfehlungen für jene Politikfelder, die für die Lebenssituation älterer Menschen relevant sind. Untersucht wurden Fragen der individuellen Fähigkeiten einerseits und der gesellschaftlichen Unterstützung andererseits, oder – so der Bericht – „die individuellen und gesellschaftlichen Ressourcen“, die älteren Menschen zur Verfügung stehen, und deren Bedeutung für ein selbständiges, aktives und produktives Leben im Alter. Gefordert wurde ein realistischeres öffentliches Bild vom Alter.

### Vierter Altenbericht
Der Vierte Altenbericht mit dem Titel Risiken, Lebensqualität und Versorgung Hochaltriger – unter besonderer Berücksichtigung demenzieller Erkrankungen von 2002 war ein Spezialbericht, der sich eingehend mit den Lebensbedingungen und Bedürfnissen der in Zukunft wachsenden Gruppe der über 80-Jährigen befasst, in der Absicht, ein realistisches Bild dieses Lebensabschnitts aufzuzeigen und eine Grundlage für zukünftig notwendige Planungen und Entscheidungen zu schaffen. Einen Schwerpunkt bildete dabei die Erarbeitung von Vorschlägen zur Versorgungssituation von Demenzkranken. Ziel müsse es sein, die mit Hochaltrigkeit verbundenen Risiken und Gefährdungen nicht zu verharmlosen, sondern diesen mit einer breiten Palette von Hilfsangeboten zu begegnen. Dadurch würden sowohl die Hochaltrigen wie die Gesellschaft entlastet. Der Bericht erschien als Drucksache 14/8822 des Deutschen Bundestages.

### Fünfter Altenbericht
Der Fünfte Altenbericht stand unter dem Titel Potenziale des Alters in Wirtschaft und Gesellschaft – Der Beitrag älterer Menschen zum Zusammenhalt der Generationen. Veröffentlicht wurde er 2006 als Drucksache 16/2190 des Deutschen Bundestages. Der Bericht beschreibt die Potenziale älterer Menschen, einschließlich Migranten, in den folgenden Feldern: Erwerbsarbeit, Bildung, Einkommenslage, Seniorenwirtschaft, Familie und private Netzwerke, Engagement und Partizipation. Die so genannten „gewonnenen Jahre“ sind meist erst im höheren Lebensalter von Hilfebedürftigkeit geprägt und bedeuten daher in der Regel einen mit Aktivität und Gesundheit einhergehenden Lebensabschnitt. Die meisten älteren Menschen streben keineswegs einen völligen Rückzug aus wichtigen gesellschaftlichen Betätigungsfeldern an. Wenn die Bedingungen stimmen, sind viele Senioren zu einer Fortsetzung oder sogar Ausweitung ihres Engagements in Beruf, Wirtschaft und Gesellschaft bereit. Die Boulevardzeitung Bild warf der Regierung im Juni 2006 vor, den seit Sommer 2005 fertigen Fünften Altenbericht unter Verschluss zu halten. Als Gründe dafür erachtete sie die ablehnende Haltung der Experten zur geplanten Erhöhung des Renteneintrittsalters auf 67 Jahre und deren Kritik am absinkenden Rentenniveau.

### Sechster Altenbericht
Der Sechste Altenbericht zum Thema Altersbilder in der Gesellschaft wurde 2010 als Drucksache 17/3815 des Deutschen Bundestages veröffentlicht und weist auf die nach wie vor dominierenden Altersbilder in zentralen Bereichen der Gesellschaft hin, die angesichts der Vielfalt der Lebensstile und der Lebensumstände im Alter häufig die Realität nicht widerspiegeln. Die Kommission schlug die Überprüfung aller Altersgrenzen und den Ausbau ehrenamtlicher Strukturen vor. Im Dezember 2011 begann zudem die von Schröder initiierte Kampagne Alter neu denken – Altersbilder. Am 19. Januar 2011 wurde der Sechste Altenbericht im Bundestag beraten, wo sich der Parlamentarische Staatssekretär im Bundesfamilienministerium Hermann Kues ebenfalls für neue und zeitgemäße Bilder vom Alter aussprach.

### Siebter Altenbericht
Die Mitglieder der Siebten Altenberichtskommission wurden am 26. November 2012 von der damaligen Bundesfamilienministerin Kristina Schröder berufen. Der Auftrag an die zehn Experten lautete, einen Bericht zum Thema Sorge und Mitverantwortung in der Kommune – Aufbau und Sicherung zukunftsfähiger Gemeinschaften zu erarbeiten und konkrete Handlungsempfehlungen für eine nachhaltige Seniorenpolitik in den Kommunen zu formulieren, „um den vielfältigen Lebenslagen älterer Menschen zu begegnen und zu möglichst selbstbestimmtem Leben im Alter beizutragen.“
Der Siebte Altenbericht wurde von der dann elf Experten zählenden Sachverständigenkommission im Oktober 2015 fertiggestellt und an die Bundesministerin für Familie, Senioren, Frauen und Jugend, Manuela Schwesig, überreicht. Der Bericht wurde zusammen mit der Stellungnahme der Bundesregierung am 14. November 2016 dem Deutschen Bundestag zugeleitet und veröffentlicht.

### Achter Altersbericht
Am 12. August 2020 wurde der Achte Bericht zur Lage der älteren Generation in der Bundesrepublik Deutschland vom Bundeskabinett zur Kenntnis genommen und anschließend von der Bundesministerin für Familie, Senioren, Frauen und Jugend, Franziska Giffey, dem Vorsitzenden der Achten Altersberichtskommission, Andreas Kruse, sowie dem Vorsitzenden der Bundesarbeitsgemeinschaft der Seniorenorganisationen (BAGSO), Franz Müntefering, vorgestellt. Er hat das Thema „Ältere Menschen und Digitalisierung“. Es werden die Entwicklung und Anwendung digitaler Technologien in solchen Lebensbereichen und Handlungsfeldern in den Blick genommen, die für ältere Menschen als besonders wichtig erachtet werden, nämlich Wohnen, Mobilität, Soziale Integration, Gesundheit, Pflege und Sozialraum. Der Bericht will aufzeigen, wie die Politik die positiven Auswirkungen der Digitalisierung für die Lebenssituation älterer Menschen fördern kann.

## Die Kommissionen
Die Mitglieder der Kommission für den Achten Altersbericht waren:
- Birgit Apfelbaum, Halberstadt
- Britta Böckmann, Dortmund
- Andreas Hein, Oldenburg
- Manfred Hülsken-Giesler, Osnabrück
- Andreas Kruse, Heidelberg (Vorsitzender)
- Sibylle Meyer, Berlin
- Claudia Müller, Siegen (stellvertretende Vorsitzende)
- Helga Pelizäus, München
- Clemens Tesch-Römer, Berlin
- Hans-Werner Wahl, Heidelberg

Die Mitglieder der Kommission für den Siebten Altenbericht waren:
- Monika Alisch, Fulda
- Rolf G. Heinze, Bochum
- Thomas Klie, Freiburg
- Andreas Kruse, Heidelberg (Vorsitzender)
- Susanne Kümpers, Fulda
- Elke Pahl-Weber, Berlin (stellvertretende Vorsitzende)
- Wilhelm Schmidt, Berlin
- Wolfgang Schuster, Stuttgart
- Clemens Tesch-Römer, Berlin
- Kerstin Wessig, Darmstadt
- Peter Dehne, Neubrandenburg

Die Mitglieder der Kommission für den Sechsten Altenbericht waren:
- Wolfgang Bergsdorf, Erfurt
- Peter Borscheid, Marburg
- Andrea Gröppel-Klein, Saarbrücken
- Michael Hüther, Köln
- Thomas Klie, Freiburg
- Andreas Kruse, Heidelberg (Vorsitzender)
- Gerhard Naegele, Dortmund
- Clemens Tesch-Römer, Berlin
- Caja Thimm, Bonn (stellvertretende Vorsitzende)
- Rudolf Tippelt, München
- Karin P. Vanis, Bonn (ZDF-Redakteurin)
- Ulla Walter, Hannover
- Gerhard Wegner, Hannover
- Harm-Peer Zimmermann, Marburg

Die Mitglieder der Kommission für den Fünften Altenbericht waren:
- Gertrud M. Backes, Kassel (stellvertretende Vorsitzende)
- Gerhard Bosch, Gelsenkirchen
- Maria Dietzel-Papakyriakou, Essen
- Rolf G. Heinze, Bochum
- Rolf Kreibich, Berlin
- Andreas Kruse, Heidelberg (Vorsitzender)
- Adelheid Kuhlmey, Berlin
- Gerhard Naegele, Dortmund
- Winfried Schmähl, Bremen
- Clemens Tesch-Römer, Berlin
- Volker Volkholz, Dortmund

Die Mitglieder der Kommission für den Vierten Altenbericht waren:
- Sabine Bartholomeyczik, Frankfurt am Main
- Hermann Brenner, Heidelberg
- Klaus Großjohann, Köln
- Gerhard Igl, Kiel (stellvertretender Vorsitzender)
- Ralf Ihl, Düsseldorf
- Siegfried Kanowski, Berlin (Vorsitzender)
- Adelheid Kuhlmey, Wolfsburg
- Clemens Tesch-Römer, Berlin
- Siegfried Weyerer, Mannheim
- Jan Wojnar, Hamburg
- Hans-Ludwig Schreiber, Göttingen
- Elisabeth Steinhagen-Thiessen, Berlin
- Til Stürmer, Heidelberg

Die Mitglieder der Kommission für den Dritten Altenbericht waren:
- Margret Baltes, Berlin
- Klaus Großjohann, Köln
- Klaus-Dirk Henke, Berlin
- Andreas Kruse, Heidelberg (Vorsitzender)
- Adelheid Kuhlmey, Wolfsburg
- Bernd Baron von Maydell, München
- Doris Schaeffer, Bielefeld
- Winfried Schmähl, Bremen
- Frank Schulz-Nieswandt, Köln
- Elisabeth Steinhagen-Thiessen, Berlin (stellvertretende Vorsitzende)
- Clemens Tesch-Römer, Berlin
- Hans-Werner Wahl, Heidelberg

Die Mitglieder der Kommission für den Zweiten Altenbericht waren:
- Margret Dieck, Berlin
- Andreas Kruse, Greifswald
- Clemens Geißler, Hannover (Vorsitzender)
- Klaus Großjohann, Köln
- Hartmut Großhans, Köln
- Wilfried Echterhoff, Wuppertal
- Frank Schulz-Nieswandt, Berlin
- Marie-Therese Krings-Heckemeier, Bonn (stellvertretende Vorsitzende)
- Christiane Thalgott, München
- Sabine Theis-Krömer, Aachen

Die Mitglieder der Kommission für den Ersten Altenbericht waren:
- Rudolf-Maria Schütz, Lübeck (Vorsitzender ab 15. April 1991)
- Anton Amann, Wien
- Manfred Bergener, Bergisch Gladbach
- Lore Blosser-Reisen, Stuttgart
- Margret Dieck, Berlin
- Insa Fooken, Siegen
- Andreas Kruse, Heidelberg (stellvertretender Vorsitzender)
- Erich Lang, Erlangen/Nürnberg
- Sigrid Lohmann, Köln
- Bernd Baron von Maydell, München
- Elisabeth Noelle-Neumann, Mainz
- Erhard Olbrich, Erlangen
- Werner Ries, Leipzig
- Jörg Schulz, Berlin
- Karl Schwarz, Wiesbaden
- Hans Thomae, Bonn (Vorsitzender bis 15. April 1991)